# ولایت کوشیرو

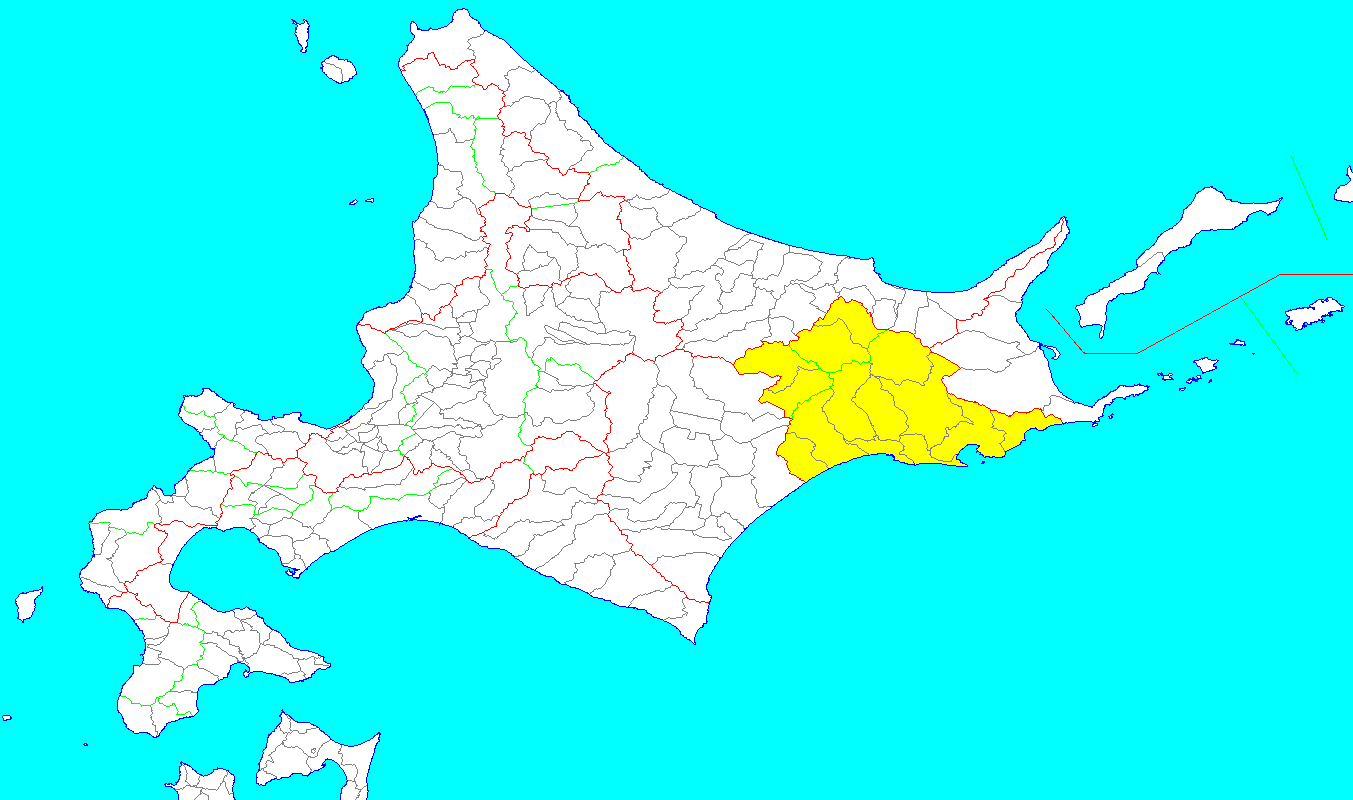
نقشه ژاپن در سال ۱۸۶۹ میلادی. این ولایت با رنگ تیره مشخص شده است.

ولایت کوشیرو (به ژاپنی: 釧路国 Kushiro-no kuni) یکی از ولایت‌ها در تقسیم‌بندی کشوری قدیم ژاپن بود.